# Krombach (Unterfranken)
Krombach település Németországban, azon belül Bajorországban. Lakosainak száma 2121 fő (2023. december 31.). Krombach Geiselbach, Schöllkrippen, Mömbris és Blankenbach községekkel határos.

## Népesség
A település népessége az elmúlt években az alábbi módon változott:
| Lakosok száma | 876  | 1396 | 1520 | 1772 | 2160 | 2159 | 2152 | 2131 | 2098 | 2121 |
|               | 1875 | 1950 | 1975 | 1987 | 2012 | 2014 | 2016 | 2017 | 2021 | 2023 |